# Edgar Marsch
Edgar Marsch (* 6. April 1938 in Oberleutensdorf, Tschechoslowakei) ist ein deutsch-schweizerischer Germanist und Literaturwissenschaftler.

## Leben
Edgar Marsch studierte von 1959 bis 1965 Germanistik, Anglistik, Volkskunde, Philosophie und Recht an der Julius-Maximilians-Universität Würzburg. In Würzburg wurde er 1960 Mitglied der katholischen Studentenverbindung KDStV Cheruscia Würzburg im CV. 1962/1963 war er zu einem Auslandssemester am University College of North Staffordshire, der heutigen Keele University. 1965 absolvierte er seine erste Staatsprüfung für das Lehramt an Gymnasien, 1967 seine zweite Staatsprüfung. 1967 wurde er mit der germanistischen Arbeit Biblische Chronographie und chronographische Dichtung zum Dr. phil. promoviert. 1964 wurde er Wissenschaftlicher Assistent bei Beda Allemann in Würzburg und Bonn.
1971 erhielt er einen Ruf als Gastprofessor an die Universität Freiburg in Freiburg im Üechtland; 1972 erfolgte die Ernennung zum Professor. Seit 1985 ist er Extraordinarius für Neuere Deutsche Literatur und Literaturdidaktik. 2006 wurde er mit der Abschiedsvorlesung „Kriminaltango für Edgar Marsch“ emeritiert.
Marsch engagierte sich in verschiedenen Kommissionen im Bereich der Lehrerbildung. Er war Präsident der Jury für den Literaturpreis der Universität Freiburg.
Seine Hauptforschungsgebiete waren der Gattungstheorie und Gattungsgeschichte sowie Analytisches Erzählen, Techniken und Struktur analytischer Literatur. Spezielle Beachtung erhielt er für sein Wirken in den Bereichen Kriminalroman, Kriminalerzählung und Prozessliteratur.

## Ehrungen
- 1968 – Aufnahme in den Ritterorden vom Heiligen Grab zu Jerusalem
- 1968 – Preis der Unterfränkischen Gedenkjahrsstiftung für die Wissenschaft, Würzburg (Dissertation)
- 2006 – Ehren-Glauser des Friedrich-Glauser-Preis; Ehrenpreis der Autorengruppe deutschsprachiger Autoren (Das Syndikat), verliehen am 30. April 2006 in Koblenz anlässlich der 20. Criminale

## Schriften (Auswahl)
- Biblische Prophetie und chronographische Dichtung. Schmidt, Berlin 1972, ISBN 3-503-00703-2.
- Brecht-Kommentar zum lyrischen Werk. Winkler, München 1974, ISBN 3-538-07016-4.
- Die Kriminalerzählung: Theorie – Geschichte – Analyse. 2. Auflage. Winkler, München 1983, ISBN 3-538-07505-0.
- Moderne deutsche Naturlyrik. Reclam, Stuttgart 1985, ISBN 3-15-009969-2.
- Über Literaturgeschichtsschreibung. Wissenschaftliche Buchgesellschaft, Darmstadt 1986, ISBN 3-534-03163-6.
- Thematologie des Kleinen = Petits thèmes littéraires. Univ.-Verlag, Freiburg 1986, ISBN 3-7278-0379-7.
- Edgar Marsch (Text), Ulrich Ackermann (Foto): Alaska. Reich Luzern 1988, ISBN 3-7243-0242-8.
- Edgar Marsch (Text), Ulrich Ackermann (Foto): Faszination Schwan. Wefo-Verlag, Bern 1992.
- Edgar Marsch (Text), Ulrich Ackermann (Foto): Braunbären. Kürzi, Einsiedeln 1988, ISBN 3-906652-04-1.
- Der Traum. Beiträge zu einem interdisziplinären Gespräch. Univ.-Verlag, Freiburg 1996, ISBN 3-7278-1046-7.
- Edgar Marsch (Hrsg.), Hans Grossrieder: Über Autoren der Westschweiz und Frankreichs: Aufsätze und Kritiken. Univ.-Verlag, Freiburg 1998, ISBN 3-7278-1191-9.
- Gaudeamus. Festgabe für Max Aebischer. 2004.
- Im Fadenkreuz: Der neue Schweizer Kriminalroman. Chronos-Verlag, Zürich 2007, ISBN 3-03-400855-4.